# ニコラス・ジャコボーン
ニコラス・ジャコボーン（Nicolás Giacobone）は、アルゼンチンの脚本家。2014年の映画『バードマン あるいは（無知がもたらす予期せぬ奇跡）』を共同執筆したことにより第87回アカデミー賞で脚本賞を獲得した。

## 私生活
母方の祖父は映画監督のアーマンド・ボー、叔父は俳優のビクトル・ボー、従兄弟は同じく脚本家のアーマンド・ボーである。彼はマリアナという名前のトランスウーマンと交際している。

## フィルモグラフィ
- Océano (2003) 短編映画、脚本
- BIUTIFUL ビューティフル Biutiful (2010) 脚本
- エルヴィス、我が心の歌 El último Elvis (2012) 脚本
- バードマン あるいは（無知がもたらす予期せぬ奇跡） Birdman or (The Unexpected Virtue of Ignorance) (2014) 脚本
- 雨あられ Granizo (2021) 脚本
- バルド、偽りの記録と一握りの真実 Bardo, falsa crónica de unas cuantas verdades (2022) 脚本